# Antonmaria Salviati

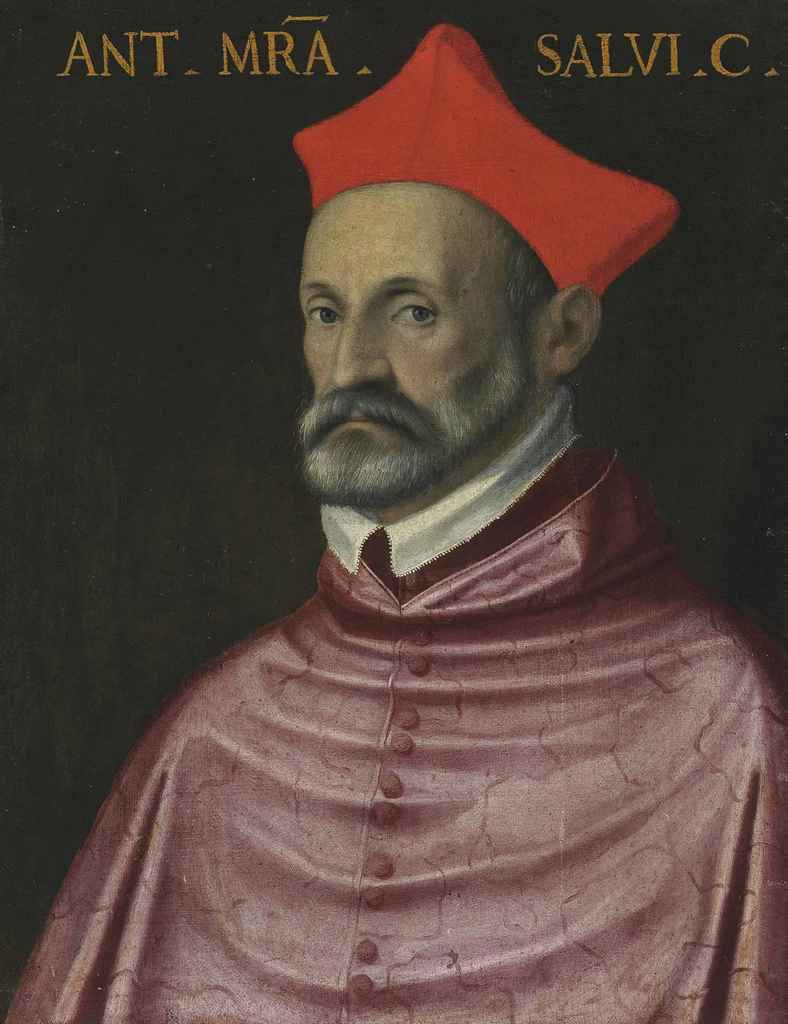
Porträt von Kardinal Anton Maria Salviati

Antonmaria Salviati (auch Anton Maria Salviati oder Antonio Maria Salviati; * 21. Januar 1537 in Florenz; † 16. April 1602 in Rom) war ein italienischer Kardinal der Römischen Kirche.

## Leben

### Herkunft und frühe Jahre
Er entstammte dem florentinischen Patriziergeschlecht der Salviati und war der Sohn von Lorenzo Salviati (1492–1539) und dessen Ehefrau Costanza Conti. Sein Großonkel war Papst Leo X., ein Bruder seiner Großmutter Lucrezia di Lorenzo de’ Medici; die Kardinäle Giovanni Salviati und Bernardo Salviati waren Antonmaria Salviatis Onkel. Dem Vorbild dieser beiden folgend trat er 1555 in den geistlichen Stand.
Über Salviatis Bildungsgang ist wenig bekannt. Pierre Hurtubise hält es für denkbar, dass er nach dem frühen Tod des Vaters († 16. Juli 1539 in Ferrara) unter der Vormundschaft seines Onkels Kardinal Giovanni Salviati stand. Im Jahr 1552 lebte der fünfzehnjährige Antonio Maria zusammen mit seinem zwei Jahre älteren Bruder Gian Battista im Palazzo Della Rovere, der Residenz seines Onkels.
Ein Studium ist nicht belegt, allerdings steht fest, dass Antonio Maria Salviati zwischen 1563 und 1565 in Begleitung eines gewissen Dottore Mazzinghi nach Rom zurückkehrte, wo sein jüngerer Onkel Kardinal Bernardo Salviati sein Mentor wurde.

### Bischofsamt
Am 8. August 1561 wurde Antonmaria Salviati zum Bischof von Saint Papoul erwählt. Er nahm von 1561 bis 1562 am Konzil von Trient teil. Die Leitung der Diözese Saint Papoul gab er 1564 ab. Am 4. Mai 1570 wurde er zum Kleriker der Apostolischen Kammer ernannt und wurde später deren Dekan. Von Februar bis Dezember 1571 wirkte er als Internuntius für die Angelegenheiten der Liga gegen die Türken bei König Karl IX. von Frankreich. Vom 11. Juni 1572 bis zum 8. März 1578 war er Nuntius in Frankreich. Am 22. Januar 1583 wurde er zum Gouverneur von Civitavecchia ernannt.

### Kardinalat
Papst Gregor XIII. verlieh Antonmaria Salviati im Konsistorium vom 12. Dezember 1583 die Kardinalswürde. Die Installation als Kardinaldiakon der Titeldiakonie Santa Maria in Aquiro und die Überreichung des Kardinalshutes erfolgten am 9. Januar 1584. Als Kardinal nahm Salviati am Konklave 1585 teil, das Papst Sixtus V. wählte. Vom 13. Mai 1585 bis Juli 1586 war er Legat in der Romagna, wo er den erkrankten Kardinal Giulio Canani ersetzte. Am 20. April 1587 wurde er Kardinalpriester und erhielt Santa Maria della Pace als Titelkirche. Er war Teilnehmer des ersten Konklave von 1590, das Papst Urban VII. wählte. Nach dessen baldigen Tod nahm Antonmaria Salviati am zweiten Konklave von 1590 teil, aus dem Innozenz IX. als Papst hervorging. Dieser bestellte ihn zusammen mit Kardinal Mariano Pierbenedetti zur Oberaufsicht über alle Tribunale der Römischen Kurie mit der weitreichenden Befugnis, in allen anhängigen Prozessen vorzutragen und Urteile zu fällen. Später wurde er von Innozenz IX. zum Vorsitzenden des Tribunals der Heiligen Römischen Rota ernannt. Antonmaria Salviati war unter den Kardinälen, die zum Konklave 1592 zusammenkamen, das in der Papstwahl von Clemens VIII. mündete. Noch 1592 wurde er zusammen mit den Kardinälen Alessandro Damasceni Peretti und Mariano Pierbenedetti Mitglied der Präfektur von Rom, der Sacra Consulta und aller Städte des Kirchenstaates. Am 24. April 1600 optierte er zur Titelkirche San Lorenzo in Lucina, er war Kardinalprotopriester. Bereits am 30. August 1600 wechselte er zur Titelkirche Santa Maria in Trastevere.

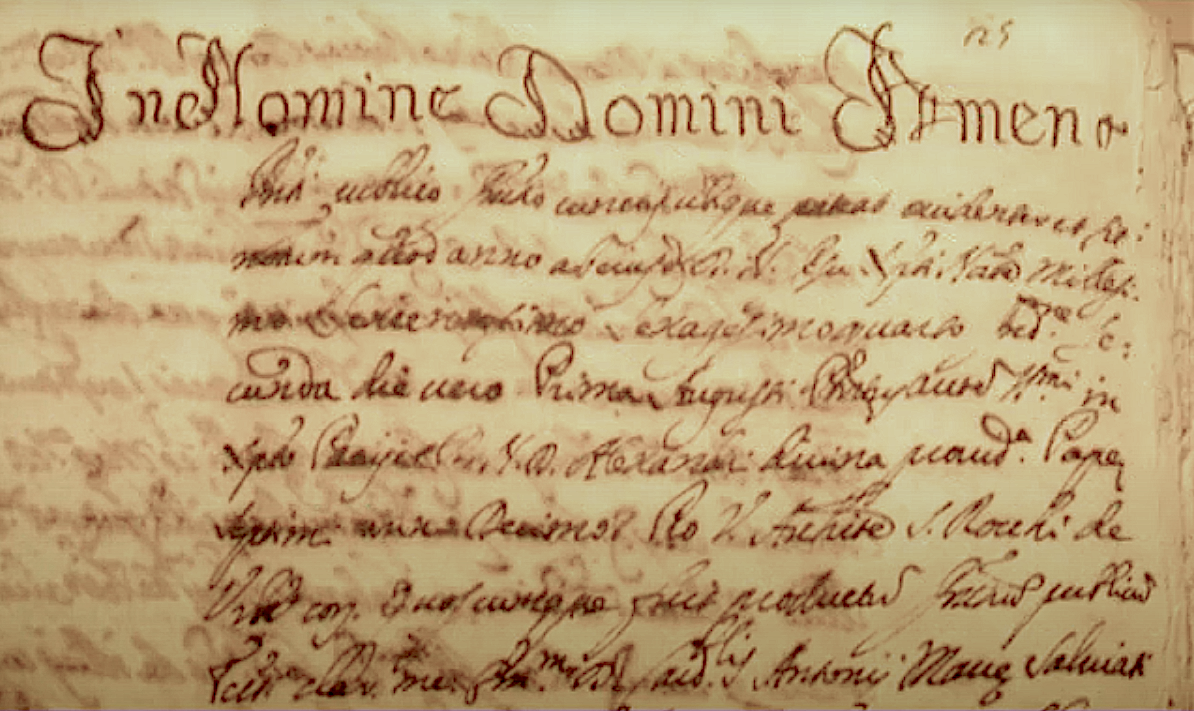
Salviatis Testament (1593)

Antonmaria Salviati starb am 16. April 1602 gegen ein Uhr nachts. Sein Leichnam wurde am 22. Januar 1603 in der römischen Kirche San Giacomo degli Incurabili beigesetzt.

## Wirken
Antonmaria Salviati galt als großzügiger Förderer von Kirchen, Hospitälern und karitativen Einrichtungen. So trug er aus eigenen Mitteln zur Vergrößerung und Erneuerung des Ospedale di San Giacomo in Augusta, detto degli Incurabili und der dazugehörigen Kirche bei, ebenso wie zur Finanzierung der Wasserversorgung. Ferner unterstützte er das Ospedale di San Rocco und ließ dort eine Abteilung für erkrankte Arme, verarmte Adelige sowie schwangere Frauen in Not errichten. Ebenso förderte er das Waisenhaus von Santa Maria in Aquiro und ließ dort 1591 mit einer Spende von 10.000 Scudi einen neuen Trakt bauen, der als Schule dienen sollte und später den Namen Salviati trug, zudem ließ er die Kirche, seine ehemalige Diakonatskirche, umbauen.